# Zuphium magnum
Zuphium magnum är en skalbaggsart som beskrevs av Schaeffer. Zuphium magnum ingår i släktet Zuphium och familjen jordlöpare. Inga underarter finns listade i Catalogue of Life.